# Dan shen nan nu
Dan shen nan nu (xinès tradicional: 單身男女; xinès simplificat: 单身男女; pinyin: Dān Shēn Nán Nǚ) estrenada internacionalment com Don't Go Breaking My Heart, és una pel·lícula de comèdia romàntica xinesa de Hong Kong del 2011 dirigida per Johnnie To i Wai Ka-fai, making this the twelfth film they have collaborated on together. La pel·lícula és protagonitzada per Louis Koo, Daniel Wu i Gao Yuanyuan. La pel·lícula va obrir el 35è Festival Internacional de Cinema de Hong Kong el 20 de març de 2011. Després es va estrenar a les sales de Hong Kong el 31 de març de 2011.

## Sinopsi
Chi-yan (Gao Yuanyuan) és una analista que acaba de trencar amb el seu xicot (Terence Yin) mentre tenia un nadó amb una altra dona (Selena Li). En Sean (Louis Koo), conseller delegat d'una empresa de corredoria, sap que Chi-yan és el seu despatx just oposat al seu. Li agradava Chi-yan, i comença a actuar quan veu què va passar a l'autobús entre Chi-yan, el seu ex, i la seva dona actual. Kevin (Daniel Wu), un arquitecte i alcohòlic, va ajudar a la Chi-yan a sortir quan tenia el cor trencat pel seu ex. Amb el suport de Chi Yan, Kevin decideix reprendre el disseny i organitzar-se per retrobar-se amb ella una setmana més tard. La Chi-yan s'oblida d'això quan comença a coquetejar amb en Sean. Ella i en Sean s'organitzen per trobar-se la nit que se suposa que Chi-yan coneixerà en Kevin. En Sean va a aclarir un malentès amb una dona anomenada Angelina, que porta a una aventura d'una nit. Chi-yan es queda esperant en Sean i Kevin està esperant Chi-yan. Quan Chi-yan descobreix què va fer en Sean, posa fi a la seva relació. Més tard, Sean abandona el seu despatx quan la crisi econòmica fa que la seva empresa perdi una gran quantitat de diners i se'n va als EUA.
Tres anys més tard, Sean torna a la vida de Chi-yan com el seu nou cap. Intenta tornar-se a guanyar el seu cor, però ella es desanima perquè és seduït fàcilment per les dones. Quan la Chi-yan està decebuda de Sean, Kevin també torna a la seva vida. Després de la seva última reunió, inicia amb èxit un despatx d'arquitectura i es va traslladar a on es trobava l'antiga oficina de Sean. Els dos nois la festegen i ella ha de triar entre l'agressiu Sean "de cor de flors" o el sincer Kevin.

## Repartiment
| Actor           | Paper                | Descripció |
| --------------- | -------------------- | --- |
| Louis Koo       | Sean Cheung 張申然   | Un conseller delegat d'una firma de corredoria i es va convertir en el cap de Chi Yan després de la crisi econòmica. |
| Gao Yuanyuan    | Ching Chi-yan 程子欣 | Un analista. Va conèixer en Kevin per primera vegada quan l'ajudava amb les seves coses per tot el camí, es va tornar a trobar i li va donar totes les coses del seu exnòvio quan acabava de trencar amb el seu xicot en aquell moment. Aviat va conèixer en Sean, un conseller delegat d'una empresa de corredoria l'oficina de la qual estava davant la seva. |
| Daniel Wu       | Kevin Fong 方啟宏    | Un arquitecte que va ser primer desordenat i desordenat quan va perdre la inspiració en el disseny i va començar a convertir-se en un alcohòlic abans de tornar a dissenyar després de conèixer Chi-yan. |
| Lam Suet        | Joan                 | El company de Chi-yan. |
| Larisa Bakurova | Angelina             | Va tenir una aventura d'una nit amb en Sean. Al principi va pensar que en Sean estava interessat en ella, però quan Sean va anar i va explicar que estava interessat en una altra noia, (Chi-yan), ella el va seduir i, finalment, va trencar en Sean i en Chi-yan.                                                                                             |
| JJ Jia          | Joyce Kiu 喬伊絲     | El secretari de Kevin |
| Seth Leslie     | Senyor Ovadia        | Un empleat jueu de John i Sean que és conegut per ser escopit per John quan Chi-yan arriba a l'oficina de tornada de Xangai. |
| Terence Yin     |                      | L'ex de Ching Chi-yan. Es van reunir durant 7 anys, però al final es van separar quan tenia una aventura i més tard un nadó amb una altra dama. |
| Selena Li       |                      | El rival de Ching Chi-yan. Embarassada del nadó de l'ex de Chi-yan. |

## Producció
Daniel Wu va ser contactat per Johnnie To el maig de 2010 pel seu paper a la pel·lícula. Wu estava emocionat de treballar amb To, afirmant que "sempre ha volgut treballar amb ell. He treballat amb tots els grans directors de Hong Kong excepte amb ell i Wong Kar-wai, i ara puc marcar Johnnie. fora de la meva llista." El final de " 'Don't Go Breaking My Heart era desconegut pels actors fins a l'última setmana de rodatge.

## Estrena
Don't Go Breaking My Heart es va estrenar al 5è Festival de cinema asiàtic d'Osaka el 10 de març de 2011. Juntament amb Quattro Hong Kong 2, va ser la pel·lícula d'obertura del Festival Internacional de Cinema de Hong Kong. La pel·lícula es va estrenar el 31 de març de 2011 a Hong Kong i la Xina. Va rebre la seva estrena nord-americana al Fantasia Festival a Mont-real, Quebec, Canadà el 25 de juliol de 2011.

## Recepció
Film Business Asia va donar a Don't Go Breaking My Heart una puntuació de sis sobre deu referint-se a ella com una "comèdia romàntica entretinguda però superficial de Johnnie To que realment no implica les emocions". Time Out Hong Kong va donar a la pel·lícula una puntuació de quatre sobre sis elogiant el diàleg i el "tempo còmic expert". The Hollywood Reporter va opinar que "Per enlluernar amb trucs de cinema sense parar, molts estaran encantats d'oblidar la manca d'ingenuïtat de la premissa creativa". Variety es va referir a la pel·lícula com a "estretament tramada i sovint divertida, amb suaus interpretacions principals i un disseny i lents de producció brillants", mentre va assenyalar que "aquesta imatge principal, principalment en mandarí, és adreçat directament al públic continental i farà negocis de gamma mitjana a la regió, però no viatjarà gaire a cap altre lloc."

## Cançons
- "愛很簡單" (Love is Simple) de David Tao

(Utilitzat per Sean quan expressava el seu amor i proposava a Chi-yan)
- "我願意" (I'm Willing) de Faye Wong

(Utilitzat per Kevin quan expressava el seu amor i proposava a Chi-yan)